# 大韓民国の国旗
大韓民国の国旗（だいかんみんこくのこっき）は太極旗（たいきょくき・テグッキ）と呼ばれ、白地の中央に置かれた赤と青の2色からなる「陰陽」で「太極」を表し、その周囲四隅に「卦」を配置するなど、中国の伝統的な図案を取り入れたデザインとなっている。太極旗の名称・デザイン・用法は大韓民国の法令によって定められている。
太極旗は、李氏朝鮮（高宗）時代の1883年旧暦1月27日に朝鮮国の国旗として初めて公布され、朝鮮独立運動を通じて朝鮮民族を象徴する旗として認知された。その後、1948年8月15日に大韓民国が独立を果たすと、1949年10月15日に大韓民国の国旗として法令でデザインが確定した。この頁では、大韓民国の国旗として制定されるまでの太極旗の歴史についても記述する。

## 太極旗の歴史

朝鮮の伝統文様「三太極」
?朝鮮国国王の御旗「太極八卦図」（1392年？―1910年）
?朝鮮国国王の御旗「太極八卦図」（縁飾りなし、1392年？―1910年）
?朝鮮国国軍の軍旗・坐纛旗（チャドギ：1392年？―1910年？）
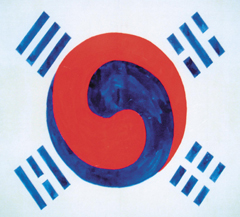
朴泳孝の太極旗（1882年）
?現存する史料で確認できる最古の太極旗（1882年?）
1882年11月に描かれた太極旗の作成図（イギリス国立公文書館所蔵）
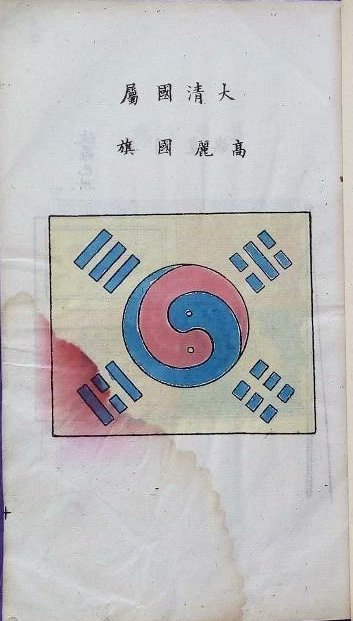
?李鴻章編『通商章程成案彙編』（1886年）収録「大淸國屬 高麗國旗」
?大韓帝国で使われた太極旗の一例（1897年 - 1910年）
大韓民国登録文化財第382号：「デニーの太極旗」（1890年）
大日本帝国統治下の国旗（日章旗）  (1911-1945)
?平壌崇実学校の太極旗（1919年）
?大韓民国臨時政府で使われた太極旗の一例（1919年 - 1945年）
?大韓民国臨時政府で使われた太極旗の一例（1919年 - 1945年）
?光復軍の進軍旗。臨時政府制定の規格で太極旗を描いている。（1942年 - 1945年）
?朝鮮建国準備委員会、及び朝鮮人民共和国（人民委員会）の組織旗（1945年）
?朝鮮人民共和国、及びアメリカ占領時代の朝鮮で使われた太極旗の一例（1945年 - 1948年）
?北朝鮮人民委員会が使用した太極旗の一例（1946年 - 1948年）
?製作方法が統一されるまで大韓民国で使われた太極旗（1948年 - 1949年）
?「国旗製作法」の規定に依る大韓民国の太極旗（1949年 - 1984年）
?「大韓民国国旗に関する規定」の規定に依る大韓民国の太極旗（1984年 - 1997年）
法規定の変更に従い修正された大韓民国の太極旗（1997年 - 2011年）

縦掲揚バージョン大韓民国政府の規定で、余白が必要であるため、太極と八卦が中央にない

法規定の変更に従い修正された大韓民国の太極旗（2011年 - 現行）

### 誕生から国旗制定へ至る経緯

黄遵憲が朝鮮国旗として使うことを主張した1880年当時の清国・黄龍旗（国旗）。後に李鴻章は爪の数を四つに減らした龍を国旗とするよう指示した。

参考用：八卦に太極図を組み合わせた図。馬建忠が提唱した国旗図案は太極が三太極では無く陰陽魚であり、卦の配置も異なっている。馬建忠の国旗図案は「」、及び「ハンギョレ21が2002年に配信したオリジナル記事 にて閲覧できる。

『Flags of the Maritime Nations, 5th.ed., Bureau of Navigation, Secretary of the Navy, Washington.D.C., july 1882』に収録された「Corea」の「ensign」。49ヶ国150旗の1つとして掲載されている。2003年にソウルの古書店ARTBANKが入手した。その刊行年が正しければ、現存する資料の中で最も早く太極旗を伝えたものとなる。

太極旗を初めて国旗として使用したのは朝鮮国（李氏朝鮮）である。だが、李氏朝鮮が太極旗を自国の国旗とするまでの経緯については史料毎に差異があり、不明確な点が多い。
1875年に江華島事件が勃発した時点で、李氏朝鮮にはまだ国旗が無かった。その後、李氏朝鮮の国旗制定が具体的な問題として浮上したのは、1880年に日本から帰国した修信使・金弘集らが、清国の駐日公使館参事官・黄遵憲によって書かれた『朝鮮策略』を持ち帰ってからである。『朝鮮策略』はロシアの南下政策に対して朝鮮がアメリカと連合すべきとする書物であるが、ここで初めて朝鮮の国旗の図案についての言及があり、朝鮮が清の属国であることを強調するため、清国国旗（黄龍旗）をそのまま朝鮮国旗として使用することを主張した。そこで、李氏朝鮮は国旗制定にあたり、どの色の龍旗が良いか清国の助言を求めたところ、北洋大臣の李鴻章から「朝鮮国王の御旗である『龍を描いた四角い旗』（畫龍方旗）が清の黄龍旗と似ているのでこれを国旗として使用すればよい」という詔書を下賜された。その際、五爪龍（爪が五つの龍）は天子（中国皇帝）の象徴であるため、冊封国である朝鮮は旗に描く龍の爪を四つにするよう具体的に指示されていたが、李氏朝鮮は最終的に龍旗を国旗として用いなかった。
具体的な国旗の図案について最初の議論が行われたのは、1882年に清国から米朝修好通商条約締結を斡旋するため訪朝した馬建忠が、条約の締結式で使う李氏朝鮮の国旗を巡って李朝官吏と会談した時である。その筆談の内容を記録した『清国問答』によると、5月22日（旧暦4月6日）に行なわれる米朝修好通商条約の締結式にあわせ、李朝官吏の李應浚が金弘集の指示を受け前日に国旗の図案を作成していた。だが、締結式当日に馬建忠は申櫶と会談し、李應浚の国旗案と黄龍旗をそのまま朝鮮国旗とする案を否定した上で、朝鮮人の服色である民の白、臣の青、王の赤にちなんだ「白底青雲紅龍」の図案を提案した。実際に朝鮮国旗として馬建忠の提案した旗が締結式で使われたかは不明だが、締結式後の5月27日（旧暦4月11日）に李朝側は青雲と紅龍は作るのに手間がかかるため、赤地に青と白が交わった円の図案はどうかと馬建忠へ提議し、これに対して馬建忠から個人的意見として地は白地の中央に半紅半黒の太極の印を置き、その周囲に朝鮮八道を象徴する八卦を配した古太極図の図案を提唱されている。この馬建忠による太極八卦の国旗デザインは李朝側に受け入れられ、後の大韓民国国旗の雛形となっていった事から、韓国の歴史研究家である韓洪九は「太極旗のデザイナーは馬建忠」としている。
朝鮮の国旗として用いられた旗を最初に確認することができるのは、1882年9月に朴泳孝が訪日した時である。同年7月の壬午事変を機に、李氏朝鮮は日本との間で済物浦条約を締結し、その規定に従い謝罪の使節（特命全権大使兼朝鮮修信使）として朴泳孝らを日本へ派遣した。その際、朴泳孝は約4ヶ月間に渡る訪日中の出来事を日記（『使和記略』）として記しており、その中に太極旗の図案変更の経緯に関する記述がある。『使和記略』によると、9月20日（旧暦8月9日）に仁川から日本船籍の明治丸に乗り日本へと向かった朴泳孝らは、当初馬建忠が提唱した太極文様の周りに八卦を描いた太極図の旗を持っていた。しかし、朴泳孝が船内でイギリス領事のW. G. アストンとイギリス人船長ジェームスに対し、八卦と太極文様を描いた太極図を見せ国旗としての出来について相談した所、船長から「八卦が複雑で区別しにくく他国がこれを見て作るのに不便である」と助言を受けた。そのため、朴泳孝は八卦から四卦を削り、残りの四卦を45°傾けて四隅に配した図案を提案し、船中で大・中・小3本の太極旗を作ったという。9月25日（8月14日）に神戸へ到着した一行は宿泊先の西村旅館で初めて完成した太極旗を掲げ、10月3日（8月22日）には太極旗小本と共に国旗制定を本国に報告したとされる。
ただし、日本の日刊新聞「時事新報」は1882年10月2日付の紙面でこの太極旗を紹介しているが、太極旗を国旗とした経緯について『清国問答』とは異なる内容を掲載している。
| 「...馬建忠が朝鮮の國旗は支那に從ひ三角形の靑地に龍を書くべし本國支那は黃色を用るども朝鮮は支那の東方に當る邦たるを以て東は靑色を貴ぶの意により靑地を用ふべしと指示したるに國王は大に之を憤み決して支那の國旗に倣ふべからぬとして四角形の玉色地に太極の圖（二つ巴繪）を靑赤にて書き旗の四隅に東西南北の易卦を附けたるを自今朝鮮の國旗と定むる旨沙汰せられたりとあり...」 大意 「...（清国の）馬建忠が「朝鮮の国旗は清国の国旗に倣って三角形の青字に龍を描いたものにすべきである。清の国旗は黄色であり、朝鮮は清の東方に位置する国であるため、東を表す青色を旗の地色にすべきである。」と指示した。これに対し国王（高宗）は大いに憤慨し、絶対に清国の国旗を真似ないと言って、「玉色地に二つ巴の太極図を青色・赤色で描き、四隅に東西南北を表す易卦を配置した旗を今後は朝鮮の国旗と定める」と決められた。...」 |

また、2004年に発見された1882年7月発行の冊子『海上国家の旗』(Flags of Maritime Nations) 第5版 にはCorea（朝鮮）の「ensign」（エンサイン）として太極の印と四つの卦から成る旗が収録されており、『使和記略』に描かれた太極旗制定の経緯（1882年9月）と時期が合わない。韓国では、「『海上国家の旗』の「ensign」は李應浚が創案して米朝修好通商条約の締結式で使われた朝鮮初の国旗である。」と民間の研究者が主張しており、韓国を代表する百科事典である斗山世界大百科事典は「江華島条約締結後、李朝は1881年に忠清道の観察使だった李淙遠（이종원）が提出した太極八卦の図式を最初の国旗に定めた。だが、実際に初めて使用された太極旗は、米朝修好通商条約（1882年）の際に通訳の李應浚が金弘集の命を受け作成したものである。」としている。韓国政府（行政自治部）も「ensign」を太極旗の原型であると推定している が、『海上国家の旗』には旗の図柄しか掲載されていない上、朝鮮側でも関連史料が見つかっていない為、「ensign」の制定時期や制定の由来・使用方法については一切が推測の域を出ていない。
いずれにせよ、朴泳孝の訪日後は「太極の文様と四つの卦」という基本的な旗の図柄に変更が為されず、翌1883年旧暦1月27日（3月6日）、高宗は王命で太極図と四掛の絵柄からなる太極旗を国旗として制定し、統理交涉通商事務衙門の指示によって八道四都（朝鮮全土）へ国旗に関する通知がなされた。これにより、太極旗が正式に朝鮮の国旗として使われるようになった。

### 「太極旗」という名称の発生と浸透
韓国政府（行政自治部 や国家記録院）は太極旗の国旗制定について「（李氏朝鮮は）王命で「太極・四掛の絵柄」の「태극기」（太極旗）を国旗に制定・公布した」と説明しているが、朝鮮王朝実録（高宗実録）を始めとする当時の李氏朝鮮・大韓帝国の史料は太極旗を「国旗」（국기）と記すのみで、少なくとも公的には「太極旗」という表現は用いられていなかった。
「太極旗」という名称が用いられるのは、三・一運動の時が最初と韓国ではみられている。1919年1月21日の高宗の急死後、国葬が行われる同年3月3日に向けた独立運動が計画されるようになり、同年3月1日に「独立宣言」書の読み上げと旧大韓帝国国旗の掲揚を行うことになった。だが、当時旧国旗は「朝鮮国旗」（조선국기）と呼ばれていたが、旗を準備するにあたって「朝鮮国旗」という呼称を用いると日本人に独立運動の動きが発覚する恐れがあった。その為、日本人に分かられないようにする目的で旧国旗の名称を「朝鮮国旗」から「太極旗」へと変えたとされる。
その後、「太極旗」という名称は朝鮮独立運動と共に関係者の間で浸透し、1942年 に大韓民国臨時政府が初めて朝鮮の国旗を「太極旗」と表現した。そして、1948年7月12日に韓国の独立準備をしていた大韓民国制憲議会が韓国の国旗を「太極旗」とすることを決定し、李氏朝鮮の旧国旗に由来する旗の名称は正式に「太極旗」となった。以降、韓国の国旗は「太極旗」であると、「国旗製作法」（1949年- 2007年）及び「大韓民国国旗法」（2007年 -）で明記されている。

### デザインの変遷

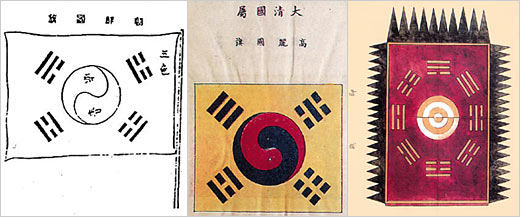
左：日本・1882年10月2日付「時事新報」掲載。朴泳孝ら訪日使節団が日本で使ったもの。
中央: 清・李鴻章編『通商章程成案彙編』（1886年）収録。「大淸國屬 高麗國旗」の文字が見える。
右: ソウル大学校奎章閣韓国学研究院の所蔵史料にある御旗「太極八卦図」。太極旗以前に太極図を旗として使用したもの。

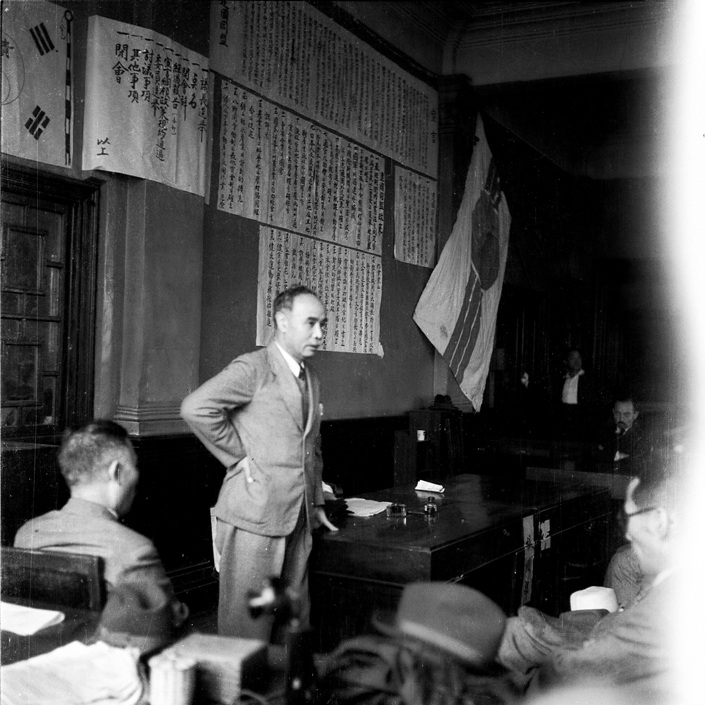
1945年8月16日に京城府のYMCAで演説する建準委員長の呂運亨。画面右側に建準の旗、左端に太極旗が見える。太極旗は半分しか映っていないが、太極図の青色部分と四掛の配置状況から臨時政府や現行の太極旗と異なるデザインである事が分かる。

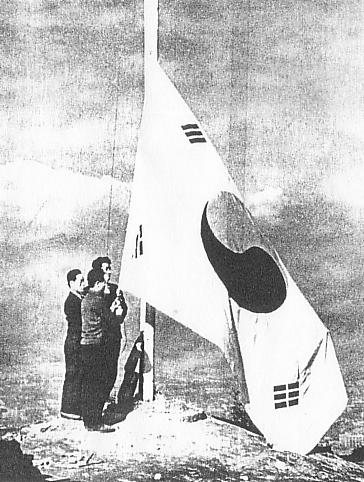
1945年8月25日に京城府南山の国旗掲揚台に掲げられた太極旗。現行の太極旗と似たデザインだが、四掛の配置状況が異なっている。

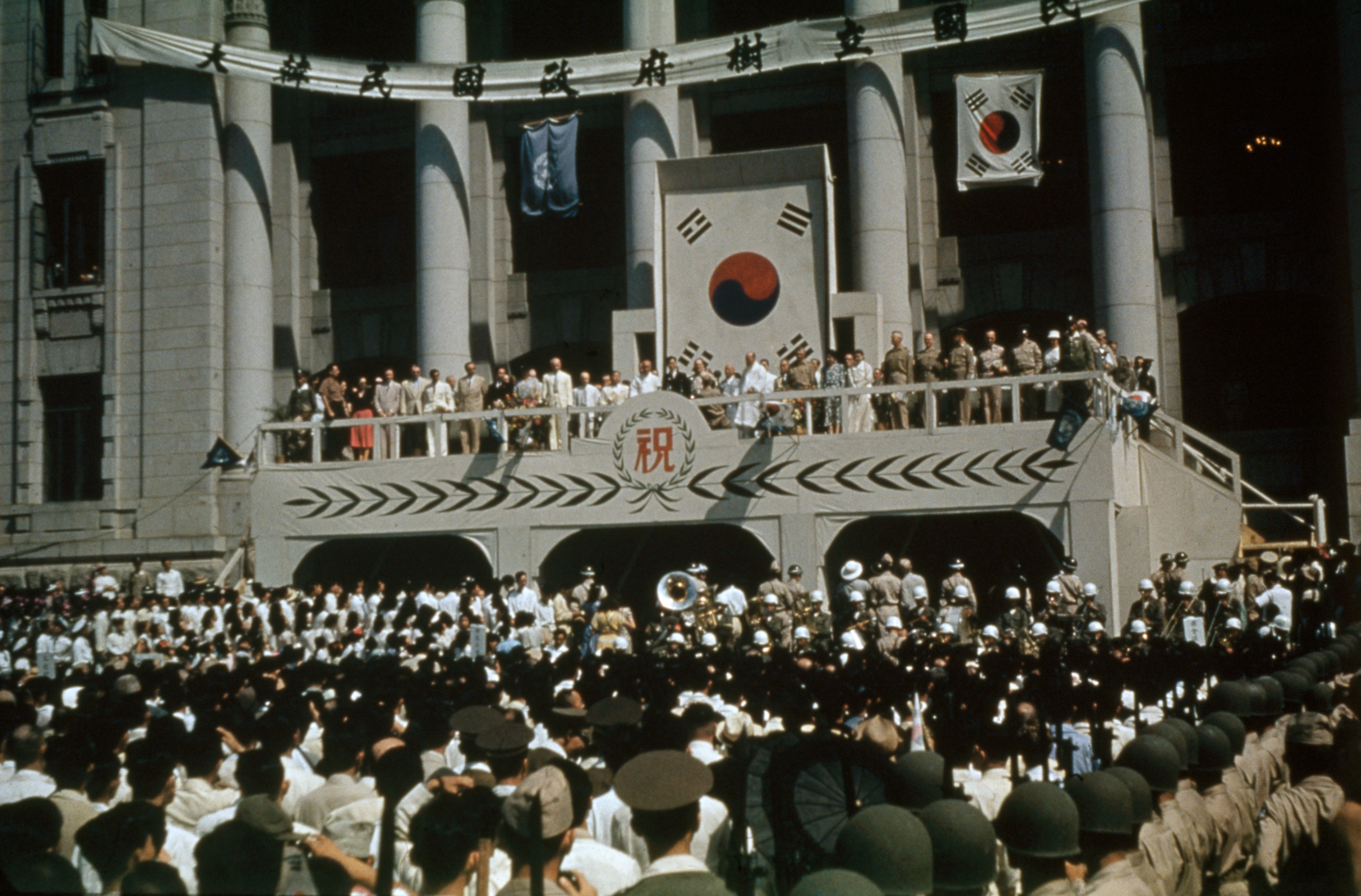
1948年8月15日の大韓民国政府樹立式典の場で掲げられた太極旗。画像中央にある大きな太極旗は、臨時政府が使用していたデザインとなっている。また、右隣の小さな太極旗は太極文様の状態が不明だが、四掛の配置状況が異なっている。

1949年に大韓民国の法令で制作方法が制定されるまで、太極旗の詳細なデザインは統一されていなかった。そのため、同じ時代でもさまざまなバリエーションの太極旗が存在している。
太極旗が制定される前から、李氏朝鮮では太極と八卦を文様とする旗が用いられていた。ソウル大学校の奎章閣に保管されている資料によると、儀仗の際に国王の象徴として使われた「御旗」（어기; オギ）では、太極の周りに八卦を配置した「太極八卦図」が用いられており、太極図は『太極図説』に描かれていた周氏太極図の陰陽部分が用いられていた。李氏朝鮮の国軍で使われた軍旗の一つ「坐纛旗」（좌독기; チャドギ）も、太極の周りに八卦と洛書を描いた構図となっていた。ただしこれらの旗は用途が限定されたもので、王宮や軍以外で用いられることはなかった。
従来の史料では、1882年5月に清国の馬建忠が太極の周りに八卦を配置した太極旗の原案を考案し、同年9月に朝鮮修信使兼特命全権大使である朴泳孝が日本へ向かう船の中で八卦を四卦に減らした上で左に45°傾けたデザインに変更し、同年10月2日付の「時事新報」に掲載された太極旗が視認できる最古のものとされてきた。だが、1882年7月に発行された古書『海上国家の旗』(Flags of Maritime Nations) が公式に太極旗を視認できる最古の資料であると2003年に確認されたため、朴泳孝の訪日以前の段階で既に四卦を使った太極旗のデザインが考案され、実際に使用されていた可能性が出てきている。
1883年3月の国旗制定時点における太極旗の実物は朝鮮本国に残っておらず、アメリカのスミソニアン博物館が所蔵する1884年製の太極旗（通称：デューイの太極旗）が実物サイズでもっとも古いものである。韓国に現存する実物は、1890年に高宗からアメリカ人顧問へ下賜された太極旗（通称：デニーの太極旗）が最古のものとなっている 他、 清国の『通商章程成案彙編』（李鴻章編、1886年刊行）等、他国の史料の中に絵で伝えた太極旗が残されている。だが、1883年に制定された太極旗の規定は、デザインについて「太極図と四掛の絵柄」と曖昧な表示しかしていなかったため、四隅に置かれる卦の配置方法や色、中央にある太極図（陰陽魚）の構図や配色（色の濃淡）でいくつものバリエーションが生じてしまっている。なお太極旗が考案された1883年時点で、李氏朝鮮は清王朝の冊封体制に服属していた。この為、1886年に清の李鴻章によって編纂された『通商章程成案彙編』に収録された太極旗は、清国の国旗、軍旗、商船旗の後に位置づけられており、同時に「大淸國屬 高麗國旗」と明記して掲載されている。このことから、当時の朝鮮は清から従属国として扱われていたことが分かる。
国旗制定後、李朝は太極旗を主に外交の舞台で使っていたため、一般大衆の間で太極旗の存在感は微々たるものだった。だが1905年以降の日韓併合に至る過程で太極旗は「朝鮮国権の象徴」として抗日活動家に注目され、3・1運動の際にデモ行進の参加者が太極旗を持って行動したことが契機となり、太極旗は一般朝鮮人の間でも「朝鮮民族の主体性を表す旗」として認知されるようになった。そのため朝鮮独立運動の活動家は「独立運動の象徴」として太極旗を用いるようになるが、もともとのデザイン規定が曖昧な上に独立運動家達も別個独自に活動をしていたので、具体的なデザイン方法が制定・統一されることはなかった。このような状況を受け、「朝鮮の亡命政府」を自称する大韓民国臨時政府（1919年樹立）は、1942年6月29日に「国旗統一様式」を制定・公布して太極旗の作り方を統一させようとした。しかし、臨時政府の影響力自体が限定的だったため一般の朝鮮人に広く知られることはなく、臨時政府の軍事組織である光復軍ですら「国旗統一様式」と異なる太極旗を使用するありさまだった ため、1945年9月に臨時政府が事実上崩壊してからは一切使われなくなった。一方、第二次大戦の日本降伏宣言（玉音放送）直後、朝鮮では朝鮮建国準備委員会（建準、後の朝鮮人民共和国）が組織の旗として太極文様を用いた旗を使っていたが、短期間で崩壊したため太極旗のデザインに関する取り決めは特に残されていない。1945年9月9日の朝鮮総督府降伏後、朝鮮は38度線を境として在朝鮮アメリカ陸軍司令部軍政庁（南側）とソビエト民政庁・北朝鮮人民委員会（北側）の分割統治状態となったが、いずれの統治機構も太極旗のデザイン統一について何ら言及しなかった。
1948年7月12日、米軍軍政庁の統治下で大韓民国の独立準備をしていた大韓民国制憲議会は、太極旗を大韓民国の国旗とすることを正式に決定した。だがその場でも太極旗の詳細なデザインは決められなかったため、韓国政府は実務上の必要性から1949年1月に「国旗是正委員会」を設置し、同年10月15日に「国旗製作法」を公布して史上初めて詳細な太極旗の作製方法を確定させた。これ以降、太極旗のデザインに基本的な変更はなされておらず、2007年1月26日以降は同日公布の「大韓民国国旗法」によって太極旗の図柄配置や標準色等の詳細な規格が定められている。

### 北朝鮮の太極旗

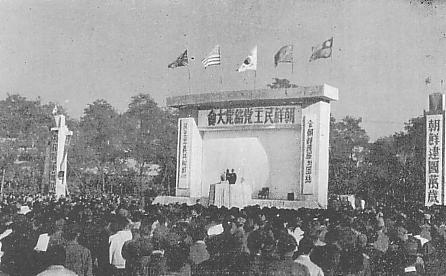
朝鮮民主党の結党大会（1945年11月）で、連合国4か国の国旗（左から順に英・米・ソ・華）と共に掲げられた太極旗（中央）
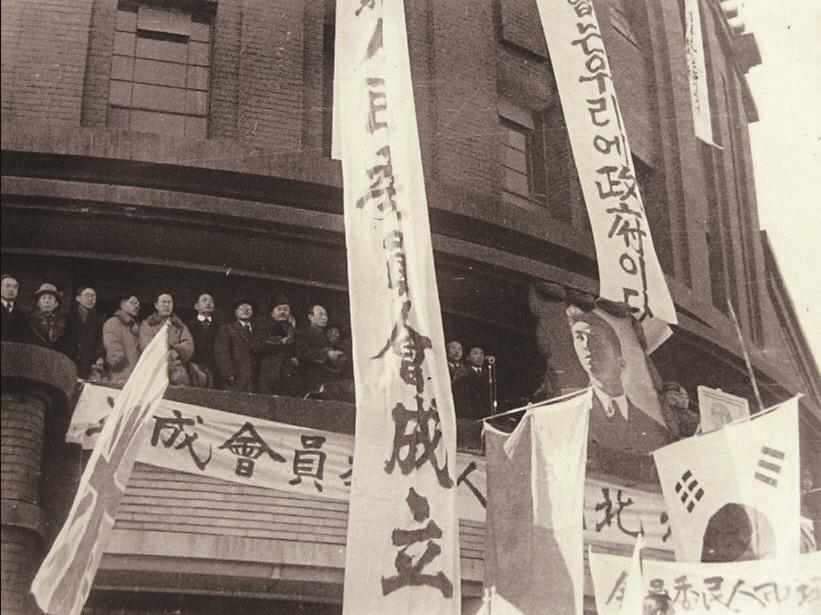
北朝鮮臨時人民委員会成立慶祝大会（1946年2月）で、連合国（英・華）国旗や金日成の肖像画と共に掲げられた太極旗
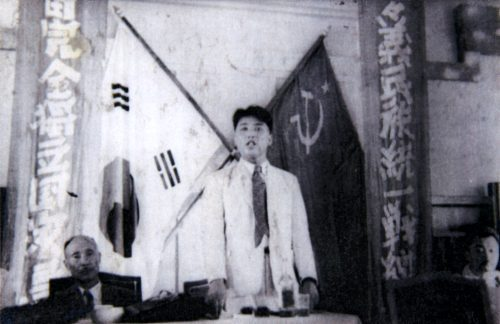
北朝鮮民主主義民族統一戦線成立慶祝宴会（1946年6月）で、ソビエト連邦の国旗と共に掲げられた太極旗
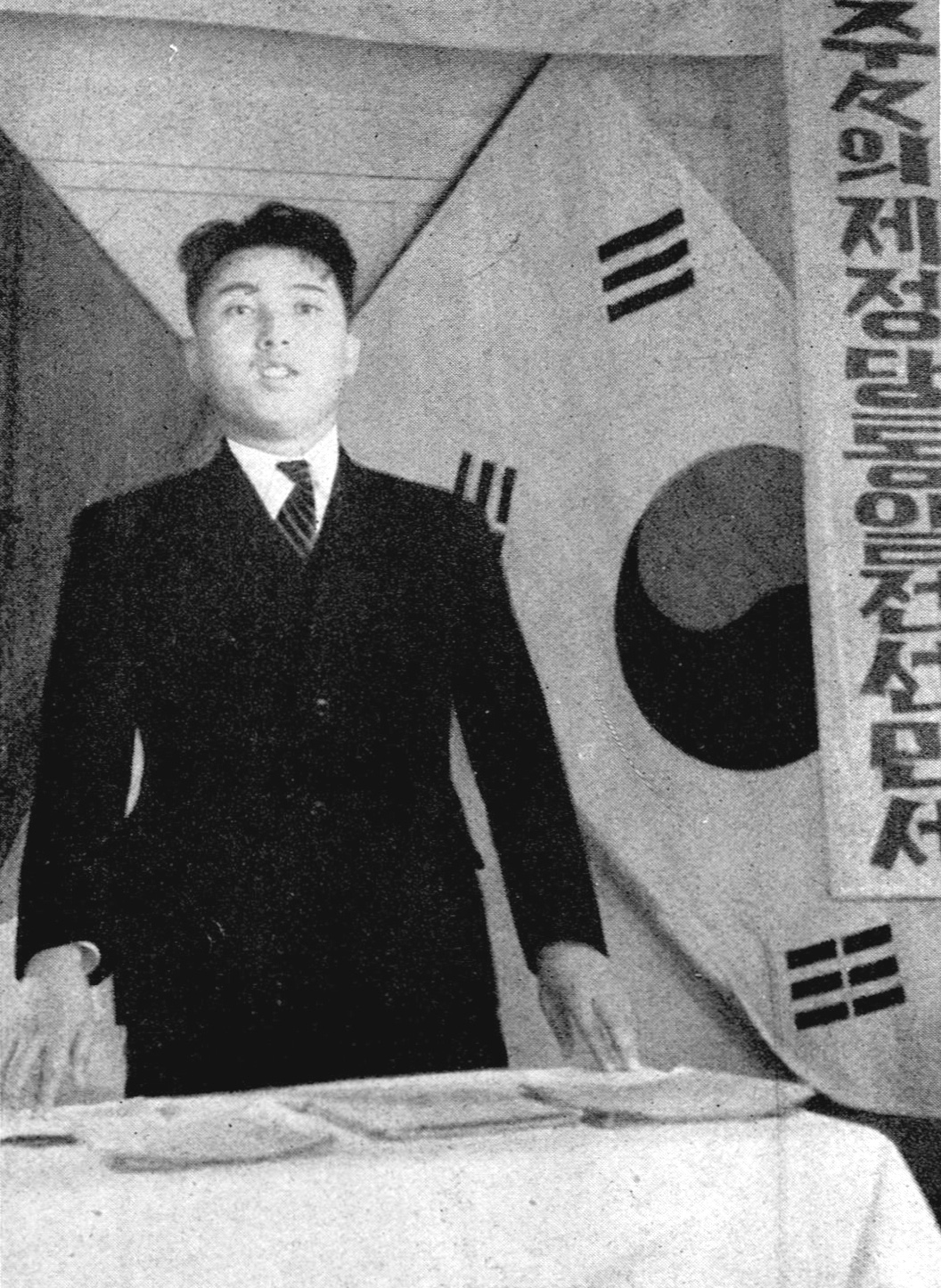
北朝鮮の選挙運動（1946年11月）で、ソビエト連邦の国旗と共に掲げられた太極旗
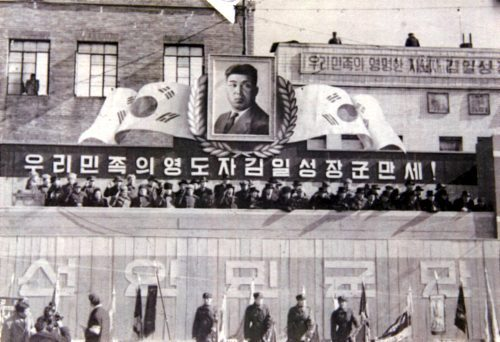
朝鮮人民軍の創設記念式典（1948年2月）で、金日成の肖像画と共に掲げられた太極旗
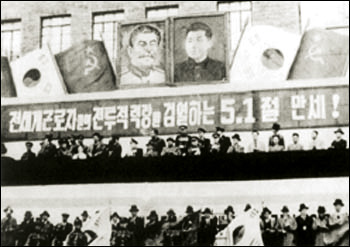
5・1節（メーデー）の記念式典（1948年5月）で、スターリン・金日成の肖像画やソビエト連邦の国旗と共に掲げられた太極旗

「朝鮮独立の象徴」であった太極旗は、ソ連軍の監督下に置かれた北朝鮮（38度線以北の朝鮮地域）でも朝鮮民主主義人民共和国の建国直前まで使われた。
日本の降伏宣言（玉音放送）直後、北朝鮮各地では朝鮮建国準備委員会（後の朝鮮人民共和国）の地方組織（人民委員会）が設立され、光復実現の象徴として太極旗を使用していた。その後、北朝鮮は全域がソ連軍の占領下に置かれたが、占領行政組織として1945年10月に設置されたソビエト民政庁は北朝鮮各地の人民委員会を後援する形で占領行政を進めたため、太極旗は朝鮮人の行政旗として使われ続けた。モスクワ三国外相会議（同年12月）の取り決めで、朝鮮は米・英・ソ・中による最長5年の信託統治を経た上で最終的に南北を統一する単独政府を樹立して独立する予定とされた。そのため、1946年2月8日に社会主義者達による自治組織・北朝鮮臨時人民委員会が樹立されても、太極旗は「朝鮮の旗」として人民委員会で使用され続けた。ただし、人民委員会や北朝鮮人民委員会も太極旗のデザインについて規範を定めなかったらしく、残されている写真資料には様々なバリエーションの太極旗が写っている。
一方、信託統治の実施方法を決めるために1946年1月から開かれた第一次米ソ共同委員会は、信託統治受け入れに反対（反託）する李承晩、金九ら大韓民国臨時政府系の民族主義者達の扱い等を巡って紛糾し、同年5月に無期限休会となった。これを受け、ソ連当局は信託統治を経て統一政府を樹立する従来の国際合意を無視して北朝鮮人民委員会による北朝鮮単独の政府樹立を目指すようになり、国旗についても1947年夏に新国家樹立と共に新しい旗を創るよう駐北朝鮮ソ連軍から北朝鮮労働党へ指示が与えられた。ソ連軍から呼び出しを受けた党指導部の金枓奉は、ソ連軍将校ニコラィ・レベデフに対し既存の太極旗を国旗として支持する旨を述べ、旗が持つ意味について細かい説明を行った。だが、ソ連軍人にとって金枓奉が説明した旗のデザインの基である中国哲学は「中世の迷信のようなもの」に過ぎなかったため、ソ連軍は数か月後に新国旗のデザインに関する指示を北朝鮮労働党へ出し、新しい朝鮮の国旗（藍紅色旗）が完成した。翌1948年に金枓奉は『新しい国旗の考案と太極旗の廃止について』という書籍を刊行し、藍紅色旗を「優れた発展を成し遂げていく幸せな国」の象徴であるとする一方、太極旗を「非科学的で迷信がかっており、不必要なまでの難解さと多様な要素が国の発展を妨げる可能性がある、国旗にふさわしくない旗」として、新しい国旗を制定する理由づけを行なった。北朝鮮における国旗制定に関しては具体的な情報がほとんど入らず、一連の出来事が起きた日付については不明である。だが、北朝鮮人民会議が1948年4月に藍紅色旗を新国家の国旗として制定し、同年7月8日に使用する旗を太極旗から藍紅色旗へ切り替えた ことは韓国の報道機関の調査で分かっている。そして朝鮮民主主義人民共和国建国（1948年9月9日）以降、北朝鮮で太極旗は一切使用されていない。
なお、北朝鮮政府は「国粋主義化」（満洲派の権力独占に伴う「唯一思想体系」の確立）とその過程における金枓奉の粛清を経て、北朝鮮の国旗が制定された歴史的経緯の説明文から「ソ連の影響」を消し去っている。北朝鮮の国営ポータルサイト『ネナラ』は「国旗にまつわる話」として、「北朝鮮人民委員会が1948年2月初旬に新国旗の原案を完成させたが、金日成の指導によって赤い星の追加やデザイン修正がなされ、今の形が誕生した」というエピソードを紹介し、「金日成の細やかな指導」を強調している。一方で、国旗が制定された経緯や日付、独立前に金日成が太極旗を使っていた事実については言及していない。

## 大韓民国の太極旗
大韓民国の国旗に関する事項は、別途特別な法規定が無い限り大韓民国国旗法（2007年1月26日公布、2014年1月28日最終改正）に従って運用される（同法第3条）こととなっており、同法第4条で太極旗が大韓民国の国旗であると明示されている。同法では太極旗の制作・管理に関する基本事項の諸規定が定められているが、これは国旗に対する認識の向上と尊厳の守護を通じて国民の愛国心を高めることを目的としている（同法第1条）。その為に大韓民国の太極旗は、制作方法や後述の取り扱い方法が、同法と大統領令第23091号（大韓民国国旗法施行令） の条文によって厳格に決められている。

### 制作方法
太極旗の制作方法は、大韓民国国旗法第7条に従い、大韓民国国旗法施行令第6条 - 第8条によって規定されている。
描画方法は同施行令第6条によって、旗の大きさと用途別の推奨規格は同施行令第7条と付属別表によって、下記の通りに定められている。ただし、縦横の比率2：3を維持していれば、規格と異なる大きさの旗を製作することができる。

1. (規格名) 特号：(縦) 360cm以上×(横) 540cm以上 - (用途) 建物の国旗掲揚台用
2. 1号：300cm×450cm - 建物の国旗掲揚台用
3. 2号：204cm×306cm - 建物の国旗掲揚台用
4. 3号：180cm×270cm - 建物の国旗掲揚台用
5. 4号：150cm×225cm - 建物の国旗掲揚台用
6. 5号：120cm×180cm - 建物の国旗掲揚台用
7. 6号：102cm×153cm - 建物の国旗掲揚台用
8. 7号：90cm×135cm - ①建物の国旗掲揚台用、②家庭用
9. 8号：60cm×90cm - 家庭用
10. 9号：30cm×45cm - 車両用
11. 10号：18cm×27cm - 車両用

また、旗に使う標準色は同施行令第8条によって下記の通りに定められている。
| 表示する色 | マンセル表色系 | CIE 1931 色空間      | パントン   | ウェブカラー |
| 赤         | 6.0R 4.5/14    | 0.5640, 0.3194, 15.3 | 186 Coated | #CD2E3A      |
| 青         | 5.0PB 3.0/12   | 0.1556, 0.1354, 6.5  | 294 Coated | #0047A0      |
| 黒         | N 0.5          | N/A                  | N/A        | #000000      |
| 白         | N 9.5          | N/A                  | N/A        | #FFFFFF      |

### 図柄の起源・解釈を巡る主張

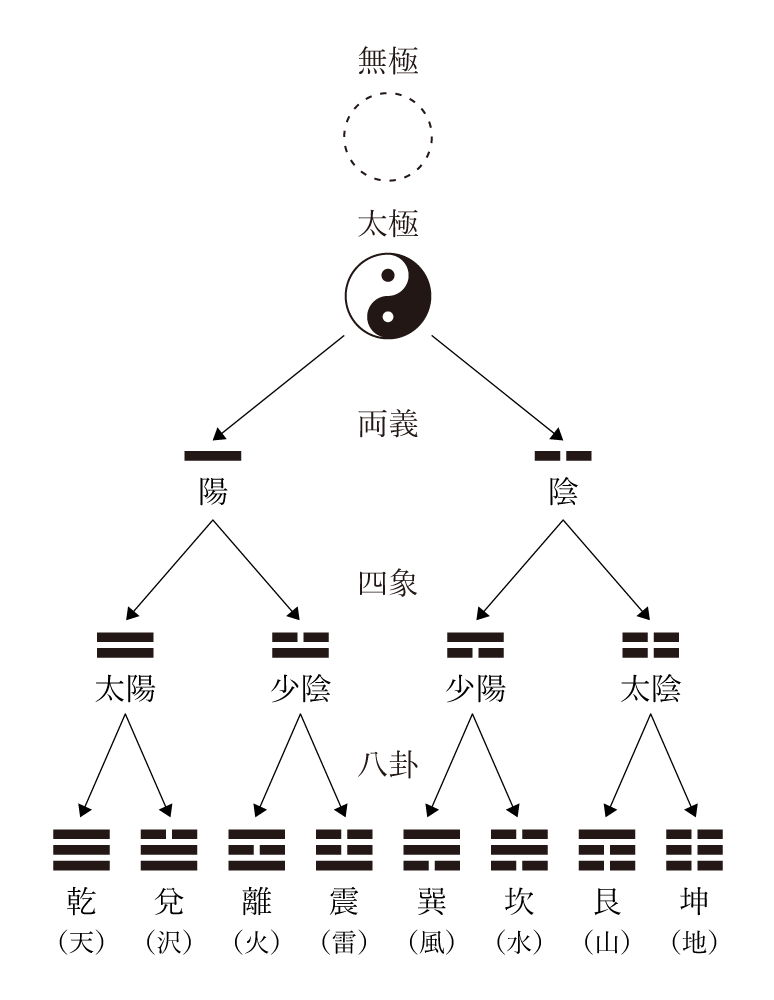
八卦の生成

太極旗の図柄の起源や意味合いに関して、太極旗を初めて作成した李氏朝鮮の関係者は記録を残していない。そのため韓国では、太極旗の図案を「朝鮮固有の文化や伝統ではなく、中国の『周易』からの借りもの」 とする意見がある一方で、「中国の『太極図説』とは関係の無い朝鮮固有の模様」 とする意見があり、見解が分かれている。
韓国が独立するまで、太極旗は「中国（易）の思想・哲学に由来する」との考えが一般的だった。1947年夏 に北朝鮮労働党指導部の一員である社会主義者の金枓奉は、駐朝鮮ソ連軍の将校ニコラィ・ゲォルギェビーチ・レベデフに対し太極旗の意味について「中国哲学」を基にした説明を行っている。ただし、『易経』を構成する『繋辞伝』には「太極が両儀（陰陽）をもたらし、両儀から四象が生じ、四象が八卦をもたらす」 という易の思想が書かれている。一方で、太極旗は現存の史料によると、「親日派」の朴泳孝がイギリス人船長の助言に従って外国人にも分かり易いデザインとする為に、中国人の馬建忠が提案した太極図の八卦を四卦に減らし、そして四卦の位置を四隅に配列した経緯がある。その為、周易の専門家からすれば太極旗の図案は誤ったものと言わざるを得ず、韓国政府が「国旗製作法」（1949年10月15日公布）で太極旗の図案を確定させた後も、太極旗の陰陽の角度と卦の配列を巡る論争はやむことが無く、韓洪九は、韓国で刊行されている太極旗に関する書籍（2003年時点）の多数が現在の太極旗は誤りであると主張していることを指摘している。
このような易学的観点に基づいた太極旗への批判に対し、韓国政府と韓国の民族主義団体は太極旗を「（朝鮮）民族の象徴」として躊躇なく掲げられるよう、太極旗の起源が朝鮮文化の中にあるとする理論（韓国起源論）を構築・展開して太極旗の「韓国化」ないしは「脱中国化」を推進している。例えば、1957年に「わが国旗を大切にする会」が発行した『国旗解説』 では、太極八卦は檀君の教えに基づいており古朝鮮から使用されてきたと主張している。また、文化教育部元長官（1954年-1956年）の李瑄根は、エジプト・ローマ・アテネ・ビザンチン・アメリカ先住民が使った土器等の古代の遺物や新羅の曲玉など太極と類似した文様を探し出して、太極は「古代の人類共通の宇宙観」を表出しているのであって中国固有のものではないとの「強弁」を展開 している。彼は成均館大学校の総長だった1959年に『私たちの国旗制定の由来とその意義』という論文を発表し、その中で「太極旗のデザインは『周易』から作案されたものではない」から、「中国易学者の思考様式」で「これ以上無駄な解釈論議をし続けることは皆が慎むべき」で、「今後誰しも文化教育部が既に決定したところ」に従い「国旗図案の易学的解釈に固執したり、みだりに主張したりしないように求める」と主張している。その後も「太極旗の韓国化」を目指す試みは続き、1995年には「太極旗が檀君の『弘益人間』 という理念を反映している」と主張する「大韓民国国旗宣揚会」が、太極旗変遷史展示会を開催したときに刊行した図録で、現行の太極旗に似た四卦の太極旗が鮮明に描かれている「1392年製作の梵鐘」を掲載したが、韓洪九は「もし事実であれば驚くべきこと」と評しており、さらに梵鐘の実物は今まで公開されていない。韓国陸軍の機関紙『陸軍』第230号掲載の記事「태극기 유래를 통해서 본 민족정신」は、件の梵鐘は1954年に神奈川県小田原市で発見され、韓国国立中央図書館の「太極旗図説」に鑑定書が収録されていたが、後に行方不明になったと主張している。また、「太極は三国時代から朝鮮民族が愛用してきた伝統的な固有の紋様」である証拠として、太極図説の撰述（1070年）以前に建立（682年）された新羅・感恩寺の礎石に刻まれた「中国の太極図とは形が異なる太極模様」を2008年に朝鮮日報が、次いで百済時代（538年-660年）の遺構から見つかった木製品に書かれた太極文様を2009年に中央日報が、それぞれ提示している。これら「太極旗の韓国化」に関する探究は韓国の百科事典に反映されており、韓国民族文化大百科事典に掲載された『太極旗』の項目では「太極図形の文様と理念は、古代（三国時代）から陰陽思想を理解した朝鮮民族によって、「太極図説」が（中国で）書かれる前から伝統的に使われてきた」との主旨を述べている。
一方、韓洪九は、太極旗の原理の太極と四卦は『周易』が起源であり、「われわれ固有の文化や伝統ではなく、中国の『周易』からの借りものです」と述べている。

### 公的な図柄の解釈
太極旗は、白地の旗、旗の中央にある赤と青からなる太極円（太極文様）、及び旗の四隅にある乾（、けん）・坤（、こん）・坎（、かん）・離（、り）の四種類の卦（四掛）によって構成されている（大韓民国国旗法第7条第1項、及び第2項）。
韓国政府（行政自治部）は、太極旗の各部に込められた意味合いについて公的な解釈を示しており、自国民に対しては行政自治部が下記の通りに説明している。また、国外に対しては文化体育観光部傘下の海外文化弘報院が、日本語、英語、中国語 を含む9言語で同じ内容を紹介している。
| ...太極旗の白地は、明るさと純粋さ、そして伝統的に平和を愛する私々（朝鮮民族）の民族性を示している。真ん中の太極文様は陰（青色部分）と陽（赤色部分）の調和を象徴するもので、宇宙の万物が陰陽の相互作用によって生成し発展するという大自然の真理を形象化したものである。四隅の四掛は、陰と陽が互いに変化し発展する姿を爻（陰：⚋（真ん中が途切れた2つの短い横棒）、陽：⚊（長い横棒））の組み合わせを介して、具体的に示したものである。卦の中で、「乾」は宇宙万物の中で天を、「坤」は地を、「坎卦」は水を、離は火を（それぞれ）象徴しており、これら四掛が太極を中心として統一された調和を成している。 このように、昔から私々の先祖が生活の中で楽しんで使っていた太極文様を中心に作られた太極旗は、宇宙とともに長久の創造と繁栄を希求する韓民族（朝鮮民族）の理想を含んでいる。... |

より詳細な解釈は、教育部傘下の韓国学中央研究院が編纂した『韓国民族文化大百科事典』の項目「太極旗」に記されており、要約は下記の通りである。
| 1. 白地：下地が白い色彩になっているのは、純一で無雜な朝鮮民族の同質性と潔白性を象徴したものであり、平和を愛好する精神が私たちの民族の気質と理想であることを明らかにしている。 2. 一円相の太極と陰陽：儒教哲学で宇宙万象の根源である太極は、人間の生命の源泉としての真理である人道を表現している。金長生は「人極（＝人道）の主体は、人を害せずに自己の完成と他人の（自己の）完成を同時に可能とする共同主体である。これによって各個人の人格が尊重され、自由と平等の道理が成立し、国家社会の安寧と秩序が維持される」とする。朝鮮民族は歴史的に天地人の三才の中で天地の要素を人間に集約して人道主義の精神を鼓吹してきた。また、太極は陰陽も表しており、紅色の陽と青色の陰が上下に相対和合されている図象は、天（陽）は上に地（陰）は下にあることを示している。陰と陽は本来なら性質が異なり別に分かれているが、互いに離れられず相互に依存して作成・発展し、陰陽の循環と調和の中で万物が成長し、繁栄する。そして天と地（陰陽）の間に人間があるからこそ、社会と国民国家が形成されるのである。 3. 四卦：乾・坤・坎・離の四卦は、中国の太極図と違って（卦の）図形が右から左へ回転しており、太極図形の陰陽文様と切り離せない関係で配列され、陰陽が生成、発展する様相を示している。乾は天道として至善・至公の正義を意味し、坤は地道として厚徳と豊饒の共利を象徴し、坎は水性として知恵と活力を示し、離は火性として光明と情熱を意味する。これは産業と道義（道徳的義理）をバランスよく発展させ、情熱と知性を兼ね備えた正しい人間と社会を成し遂げるという理想を含むものである。つまり産業と道義、情熱と知性が円満に調和することにより、社会の安定と秩序を維持し、一人一人の人権が尊重され、自由が保障されている福祉社会を構築する基盤となる事を示している。 文化の創造と人類の平和を象徴する太極旗は、大韓民国が希求する座標であると同時に弘益人間の国是（国の標語）を表現している。 |

### 韓国国外における太極旗の紹介
太極旗の図案について、前述の通り韓国では「中国とは関係の無い朝鮮固有の模様」 とする意見が公的見解となっているが、韓国国外では「中国の『周易』等の思想に基づいた模様」として紹介されることが多数である。
日本においては、朝鮮に関連した文物の事典である『韓国朝鮮を知る事典』が、太極旗は「≪太極図説≫≪周易≫にもとづ」くと記している 他、旗章学協会国際連盟の公認団体である日本旗章学協会 の会長が執筆した『世界の国旗図鑑』が太極について「陰陽が合わさって調和を保つという中国古来の思想を示している」 と紹介している。
また、各国の国旗を紹介・解説する別の書籍でも「（太極は）相対する2つのものが合わさって調和を保つという中国古来の易学の宇宙観をしめしている」、「太極図の周囲四隅に配された卦は、古代中国の書物『易経』からとったものである」、といった解説が為されている。
その他、在日韓国人が運営する東洋経済日報が自社HP公開している「韓国ガイド」の「国旗」欄においても、「中央の円の太極は、中国易学の宇宙最高の原理を意味する」と解説している。
中国や台湾においても同様で、中華百科全書の「韓國國旗」の項目が「（太極旗の）太極思想は中国の太極図説と周易の解釈に由来する」としている他、中国大陸の書籍で「（旗に使われる）紅藍二色の各半的な図形は古代の陰陽太極図から采られ、図形の四周にある黒い棒は《周易》の卦図から取っている」、香港城市大学出版社が刊行した『南韓: 創造奇蹟』で「（太極旗は）《周易》の思想を根拠とし、八卦を四卦に減らして製作された」 とそれぞれ紹介されている。またインターネット媒体でも、中国電信傘下のポータルサイト・21CNが「太極旗は《周易》の哲学を基に作成された」とする記事を掲載している。
台湾の評論家何則文は、1882年に李氏朝鮮の政治家の朴泳孝と金玉均が李氏朝鮮の外交交渉時に、清国の「黄龍旗」を使用できるよう清国に許可を求めたが、清国が拒否したことから、その代わりに清国の外交官の馬建忠が太極旗をデザインした、と紹介している。

### 太極旗と類似する図柄

浜松市市章

伊勢崎市市章

前述の通り韓国の太極文様は「朝鮮人が伝統的に使ってきた（朝鮮起源の）文様」と韓国ではされているが、一方で太極図自体は中国文化圏に広く普及する図案である。その為、韓国との関連性に関係無く、韓国以外の国でも国旗やそれ以外の図案に用いられている。（詳細は、太極図#使用例を参照のこと。）
また、文化的背景に関係無く太極図と類似した巴の図案も世界各地で見られ、行政機関の紋章（日本の浜松市市章 や伊勢崎市市章）や企業のロゴマーク（シマンテック（画像）、ペプシコーラ（画像）、ノーザン・パシフィック鉄道（画像）等々）等にしばしば用いられる。2005年頃、Apple ComputerがUniversal Binaryの商品ロゴ（画像）に用いた際は、韓国のネット上で話題となった。

## 韓国における国旗の扱い

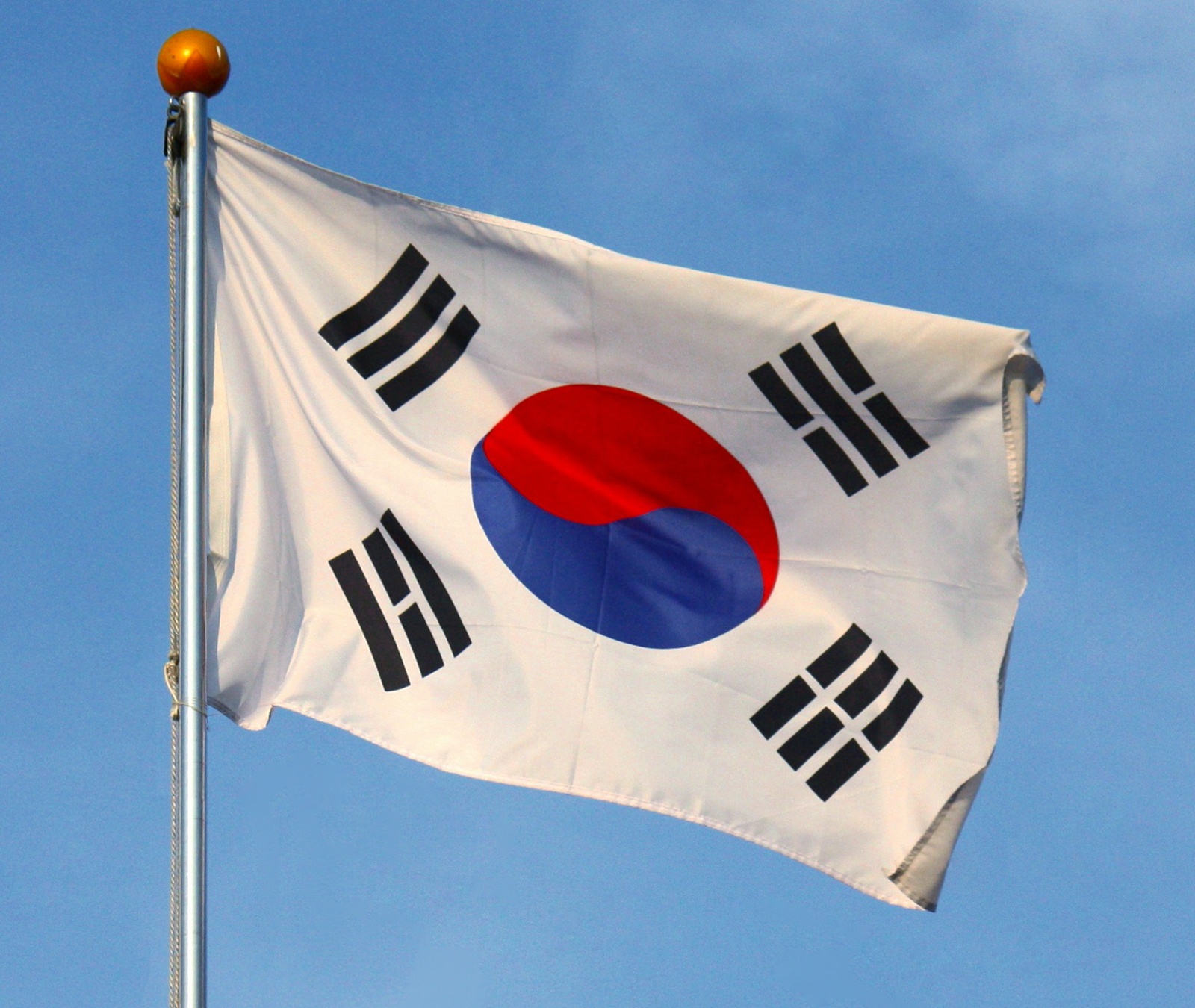
掲揚されている大韓民国の国旗

韓国において太極旗は、韓国という国家を具現化する道具として扱われており、1972年には韓国への忠誠心の宣誓として「国旗への宣誓」が制定されている。また、韓国では全国民が国旗を尊重・愛好しなければならず、国及び地方自治団体は国旗の尊厳が維持されるように必要な措置を講じなければならない（大韓民国国旗法第5条）。そのため、韓国ではデモ活動等で国旗を意図的に毀損した場合韓国警察に逮捕される可能性がある。
ただし実際の運用面において、国旗が上下逆さまだったり、色が薄かったり、間違った図案の国旗を使用したケースが、韓国外はおろか国内においても、イベント時の掲揚 やテレビのニュース配信 の際に度々ある。

### 掲揚する日・場所
太極旗は、下記のいずれかに該当する場合は掲揚されなければならない（大韓民国国旗法第8条第1項）。
1. 韓国の祝日等、中央政府の法律で指定された日。

- 1月1日: 元日
- 3月1日: 三一節
- 6月6日: 顕忠日（半旗）
- 7月17日: 制憲節
- 8月15日: 光復節
- 10月1日: 国軍の日
- 10月3日: 開天節
- 10月9日: ハングルの日
- 国葬の期間（半旗）

1. 政府が別途指定する日
2. 地方自治体が条例または地方議会議決で定める祝日（該当する地方でのみ）

国家と地方自治体、公共団体の庁舎は国旗を年中掲揚なければならず、下記の場所でも可能な限り年中国旗を掲揚することが求められる（大韓民国国旗法第8条第3項）。
1. 空港、ホテル等の国際的な場所
2. 大型ビル・公園・競技場等多くの人が出入りする場所

また、学校や国軍部隊の掲揚台においても、毎日日中のみ国旗を掲揚することになっている（同法第8条第4項）。

### 掲揚時間
太極旗は毎日24時間掲揚することが出来るが（大韓民国国旗法第8条第2項）、夜間には適当な照明が必要とされる（同法第8条第3項）。また、旗が激しい雨・雪・風等で毀損される恐れがある場合は、掲揚しない（同法第8条第5項）。
国旗を日中のみ掲揚する場合は以下のように行う（同法第8条第6項）。
| 時 期      | 掲揚時刻 | 降納時刻 |
| ---------- | -------- | -------- |
| 3月 - 10月 | 07:00    | 18:00    |
| 11月 - 2月 | 07:00    | 17:00    |

### 太極旗を応用した旗と意匠
韓国に関連した組織では、しばしば太極旗のデザインを応用した旗ないし意匠を制定・使用している。
韓国政府の初代国章は、太極旗の意匠をそのまま紋章化したものだった。国章は1963年に変更されたが、太極文様は引き続き使用されている。また、韓国政府の行政機関が掲揚する旗や韓国の行政機関のシンボルマーク（一部を除く）も2016年から太極文様をアレンジしたもの（）に変更されている。
韓国軍では、韓国海軍の艦首旗（国籍旗）が、青地のカントン部に太極旗を配置した上で、四掛を海軍の象徴である軍艦の錨に置き換えている。他に、韓国陸軍の軍旗が、太極旗の太極文様と韓国国花の槿を組み合わせた愛国的なデザインを採用しており、韓国空軍では国籍マークに太極文様を用いている。
民間団体としては、かつて国営会社だった大韓航空がロゴに太極文様を用いている他、在日本大韓民国民団（民団）の団体旗も、太極文様と槿を組み合わせる事で民団と韓国本国との関連性を強調している。

韓国初代国章（1948年 - 1963年）
国家再建最高会議議長の旗（1961年 - 1963年）
韓国中央政府の行政機関旗（2016年 - ）
大韓民国陸軍旗（1949年 - ）
海軍用国籍旗
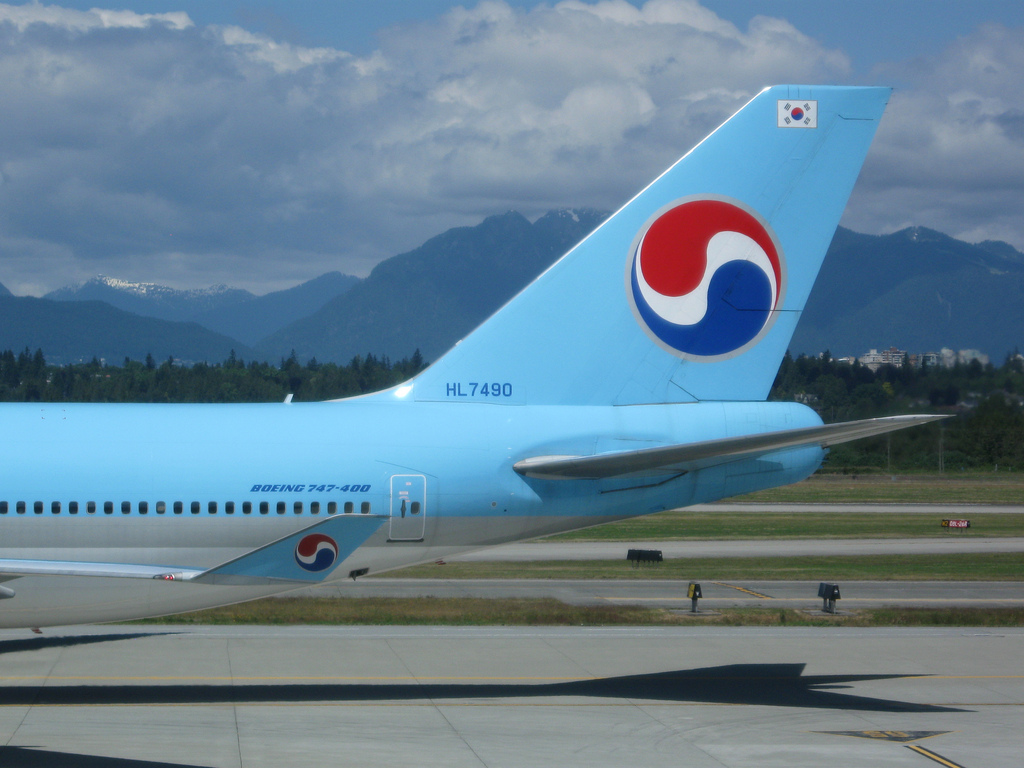
垂直尾翼に塗装された太極と太極旗
在日本大韓民国民団旗